# Кильватерное ускорение

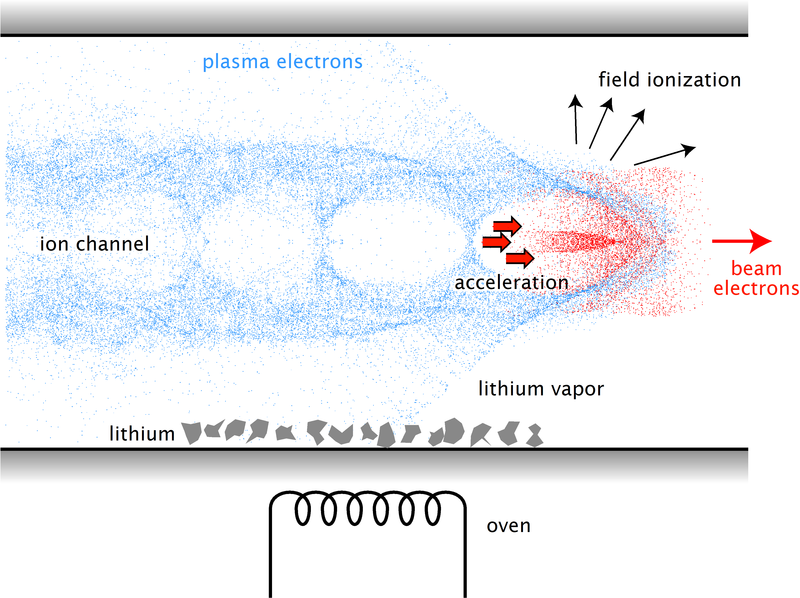
Схематическое изображение ускорения электронов в плазменной волне.

Кильватерное ускорение — метод ускорения сгустка электронов в плазме, возмущённой прохождением первичного пучка (драйвера) электронов, протонов или лазерного излучения.
Идея кильватерного ускорения состоит в том, что драйвер, проходя сквозь плазму, расталкивает лёгкие электроны, в то время как ионы остаются почти неподвижными. В результате за драйвером образуются волны плотности заряда в плазме, создающие электрическое поле огромной напряжённости (до 100 ГВ/м), недоступное в лабораторной установке из-за электрических пробоев. Если вслед за драйвером пустить ускоряемый сгусток в нужной фазе плазменной волны, то можно получить темп ускорения, намного превышающий достигнутый темп в других линейных ускорителях. На сегодняшний день возможности кильватерного ускорения исследуются на экспериментальных установках.